# Gunnebo IF
För andra betydelser, se Gunnebo (olika betydelser).
Gunnebo Idrottsförening är en svensk fotbollsklubb från Gunnebo i Västerviks kommun, som spelar i Division 6, åttonde högsta serienivån i svensk fotboll. Klubben grundades den 20 november 1927 och har sedan början på 1950-talet spelat sina hemmamatcher på Gunnebo IP.
Gunnebo har haft sju sporter på programmet: Fotboll, bandy, friidrott, skridsko, cykel, simning och boxning. Idag bedrivs endast fotboll.

## Historia

### 1927: Klubben bildas
Gunnebo IF bildades söndagen den 20 november 1927 när flera idrottsintresserade i den lilla tätorten samlades i hus nummer 120 för möte. Klubbens första ordförande blev Georg Bengtsson. Erik Lanner, Olof Pettersson, Eugen Jonsson och Karl-Erik Johansson var också med i föreningens allra första styrelse.
Just idrott var inget nytt i tätorten. Sedan början på 1900-talet åkte man skridskor på Bruksdammen i Gunnebo och någon gång mellan 1918 och 1920 bjöd grannbyn Verkebäck in till en fotbollsmatch på ett gärde vid Drängbäcken vid Valstad.
Friidrott, skridskor, fotboll, bandy, cykel, simning och boxning var de idrotter som föreningen hade tanken att ägna sig åt. Vid denna tidpunkt blev Gunnebo som allra största inom bandyn, där man skulle komma att åstadkomma stora framgångar.
Säsongen 1931/32 bröt sig ett antal medlemmar ut ur Gunnebo IF för att bilda sin egen förening, Gunnebo Arbetares IF. Klubben blev medlem i organisationen Arbetarnas AI, som var kommunistisk. Redan 1934 ville Gunnebo AIF diskutera en sammanslagning med Gunnebo IF, men det avvisades av GIF. Frågan om en sammanslagning återkom 1936 och då ville Gunnebo AIF att den sammanslagna klubben skulle ha ett namn som passade kommunisterna, vilket avslogs ytterligare en gång. Sedan finns inga mer uppgifter om Gunnebo Arbetares IF.

### 1936–nutid
Gunnebo IF blev medlem i Riksidrottsförbundet (RF) 1936. I ansökan till RF stod det att klubben skulle utföra fotboll och skidor, men det var bandyn som blev den stora sporten vid denna tidpunkt. Det skulle dock dröja fram till 1947 som fotbollen i Gunnebo skulle få vind i seglen. Året därpå bildades Gunnebo OK som tog hand om både orienterings- och skidsektionen. År 1949 bildades en bordtennissektion.
År 1968 var klubben nära på att lägga ner sin fotbollssektion. Efter en lång debatt togs beslutet att fortsätta ytterligare något år. Bandyn däremot firade stora triumfer under 1960-talets senare del, som exempelvis serieseger 1966 och 1967 och spel i tvåan 1968–1970.
Bandyn drabbades av svåra väderförhållanden under 1970-talet, och därför hälsades med tillfredsställelse den konstfrysta bandybanans tillkomst på Tjustvallen i Gamleby 1976.
Vid 50-årsjubileet 1977 blev många hyllade. Föreningens nyinstiftade veteranmärke tilldelades bland annat John Appelqvist som dessutom utsågs till hedersmedlem. Jubileumsåret invigdes också motionsslingan vid idrottsplatsen. 1978 invigdes den nya paviljongen vid idrottsplatsen. Senare på året kunde föreningen för första gången hålla årsmötet i den nya klubblokalen. Fotbollen och bandyn fortsatte att dominera föreningens verksamhet.
2020 kvalificerade Gunnebo sig till Division 5 efter att man vunnit kvalserien mot Djursdala SK, VSGF/JAIK och BB 2001. Som nykomlingar i Division 5 fick laget en tuff start och låg större delar av säsongen i nedflyttningszonen. Efter sommaruppehållet lyfte sig dock laget och vann tre rakar matcher vilket ledde till att man klarade sig i serien ytterligare en säsong. Säsongen därpå åkte klubben ur Division 5 efter en udda säsong där man förlorade viktiga matcher i slutminuterna, samt att man var tvungna att lämna walkover i en bortamatch mot IF Stjärnan på grund av spelarbrist.

## Hemmaarena
Redan 1930 började diskussionen om en idrottsplats. 1939 upplät Gunnebo Bruk AB mark och sköt dessutom till 5 000 kronor. Kommunen satsade 3 500 och andelar tecknades för 4 000 kronor.

Gunnebo IP.

1952 påbörjades arbetet med den nya idrottsplatsen Gunnebo IP. Den stod färdigbyggd och invigdes den 26 juli 1953 då Sune Karlsson sprang 1 500 meter och en fotbollsmatch spelades mellan Kalmar FF och en Tjustkombination. Gunnebo IP är sedan dess klubbens hemmaplan. Den är belägen ca 200 meter efter infarten från E22:an. 
Gunnebo delade från mitten av 1960-talet idrottsplatsen med Västrums IF, som sedan lade ned sin fotbollsverksamhet 2008 och sedan dess har Gunnebo planen för sig själv.
1960 utrustades bandybanan med 42 nya strålkastare. Idrottsplatsen fick högtalaranläggning och vatten drogs in i omklädningsrummen. 1987 inrättades en halvtidstjänst som vaktmästare på idrottsplatsen, vilket ledde till att den alltid kunde vara i trim.
Gräsplanen lades om under 2023 samt under halva kalenderåret 2024. Den återinvigdes med bandklippning i samband med Gunnebos hemmamatch mot Ankarsrums IS den 29 augusti samma år. Matchen slutade 2-1 till hemmalaget efter mål av Niclas Bengtson och Christoffer Björk.

## Spelartruppen

### Tränarstaben 2025
| Huvudtränare  | Peter Lönnblom |
| Huvudtränare  | Simon Walett   |
| B-lagstränare | Mattias Berg   |

### Spelartruppen 2025
| Nr | Land     | Pos | Namn                   |
| -- | -------- | --- | ---------------------- |
| 1  | Sverige  | MV  | Niclas Bengtson        |
| -  | Grekland | MV  | Panaglotis Niklopoulos |
| -  | Sverige  | MV  | Alfred Aarflot         |
| 5  | Sverige  | F   | Pontus Danesten        |
| -  | Sverige  | F   | Axel Lögdahl           |
| 2  | Sverige  | F   | Jesper Persson         |
| -  | Sverige  | F   | Albin Gustavsson       |
| 15 | Sverige  | F   | Olle Engström          |
| 4  | Sverige  | F   | Simon Henriksson       |
| 6  | Sverige  | F   | Christoffer Björk      |

| Nr | Land    | Pos | Namn                |
| -- | ------- | --- | ------------------- |
| -  | Sverige | F   | Johan Knutsson      |
| 3  | Sverige | F   | Sakhi Kasem         |
| 9  | Sverige | MF  | Ludvig Heinz        |
| 11 | Sverige | A   | Jesper Malm         |
| 12 | Sverige | MF  | Simon Holm          |
| 8  | Sverige | MF  | Erik Henriksson     |
| -  | Sverige | MF  | Wolf Bamberg        |
| -  | Sverige | MF  | Felix Twist         |
| 17 | Sverige | A   | Kristoffer Lindholm |
| 7  | Sverige | A   | Geovane Nunes       |
| -  | Sverige | A   | Abdulrahman Akko    |

### Nyförvärv 2025
In:
- Simon Holm från Västerviks FF
- Wolf Bamberg från Ankarsrums IS
- Olle Engström från FC Örbäcken

## Gunnebo som bandyförening
Från 1927 till 1989 fanns Gunnebo med i seriespel i bandy, i början i lokala serier och pokalmatcher. Från 1940 spelade klubben i Smålands Bandyförbunds serier. Den första bandymatchen spelades mot Alléns BK från Västervik som vann med förkrossande 18–0. 1943/44 och 1944/45 vann klubben Division 3. Det stora genombrottet kom 1946/47, klubben spelade i Division 2 och gick till DM-final mot Habo. Det blev förlust med 4–1.
1953 invigdes Gunnebos första landisbana som placerades där dagens centrum ligger. Detta gjorde att man kunde lämna spelet på sjöisar. Under 1950-talet pendlade GIF mellan Division 2 och 3. Det blev tre seriesegrar i Division 3 och fyra säsonger i Division 2 med en fjärde plats som bäst 1954.
Gunnebo IF:s bandylag satte två prydliga rekord 1957. Kvalspelet till Division 2 sågs av 782 åskådare, vilket var största publiken i hela Sverige. Till derbyt mot Gamleby på Tjutingen kom det 1 800 personer, nytt publikrekord vad gällde bandy.
Under 1960-talet blev det fyra serievinster i trean och fyra säsonger i tvåan. Bästa året var 1968 med en femte plats. Hela 1970-talet var Gunnebo ett topplag i division 3 utan att lyckas vinna serien. Det blev som bäst en andra plats 1979. När Division 1 blev Allsvenskan 1982 blev Gunnebo ett Division 2-lag. Det blev en andra plats bakom Ankarsrum. Gunnebo åkte ur Division 2 1984 och spelade 1985 i Division 3, den lägsta nivån sedan 1940-talet. Man tog sig dock tillbaka redan året därpå efter man vunnit serien.
Bristen på spelare gjorde att klubben sökte samarbete med Ankarsrums IS och 1990 bildades AG-90. Inför säsongen 2000/01 fanns inte namnet AG 90 med längre. Bandyn i Tjust hade bildat en ny sammanslagning och en ny klubb hade uppstått, Tjust Bandyförening. Det var ”gamla” tiders klubbar, Gamleby IF, Ankarsrums IS och Gunnebo IF, som gått ihop för att rädda bandyn i Tjust. Naturligt blir Gamleby centrum för den nya klubben eftersom den konstfrusen banan finns där sedan 1976, vilket är helt avgörande för fortsatt spel. Inför 2000-talet hade då Tjust endast en bandyklubb kvar.
Gunnebo fostrade många duktiga spelare. Den störste av dem alla är målvakten Thomas Fransson med två VM-guld och ett SM-guld.

## Samarbetsklubb
I december 2021 ingick Gunnebo IF ett officiellt samarbete med Division 3-klubben Västerviks FF (VFF) i syfte att stärka båda klubbarnas verksamhet. Samarbete går ut på att spelare som är kontrakterade och tränar med VFF kan spela matcher med Gunnebo. Samarbetet ger även möjligheten att göra regelrätta övergångar mellan klubbarna, vilket innebär att spelare som fått ett genombrott i Gunnebo och är redo för spel i högre divisioner har chansen att göra det via spel med VFF.

## Ordföranden
Gunnebo IF har sedan man bildades haft 18 ordföranden. Georg Bengtsson var klubbens förste men stannade bara kvar vid sin post i ett år. Bert Karlsson är den som varit ordförande för föreningen under längst tid då han ledde styrelsen i 17 år mellan 1979 och 1996. Vid en högtidlighet 1997 avtackades Bert Karlsson för sina år som ordförande och Sune Andersson för 32 (!) år som sekreterare. Noterbart är också att Olle Österberg var ordförande för föreningen i 15 år mellan 1953 och 1968. Jonas Jalkteg var senast ordförande för klubben.

- Georg Bengtsson 1927–1928
- Bror Renhorn 1929
- Erik Brandhammar 1930
- Olof Gunnebrink 1931
- Gösta Jonsson 1932–1933
- Uno Nilsson 1934–1935
- John Apelqvist 1936–1940
- Hans Carlsson 1941–1947
- Sture Fredriksson 1948–1950
- Hans Carlsson 1951–1952
- Olle Österberg 1953–1968
- Ingvar Iserstål 1969–1974
- Evert Jansson 1975–1978
- Bert Karlsson 1979–1996
- Ove Thörnlöf 1997–2000
- Esbjörn Gustafsson 2000–2009
- Stefan Wernholm 2009–2013
- Jonas Jalkteg 2015–2018

## Tabellplaceringar
|  | Säsong |  | Nivå   | Division   | Placering | Upp- eller nedflyttning | Not    |  |
|  | ------ |  | ------ | ---------- | --------- | ----------------------- | ------ |  |
|  | 2016   |  | Nivå 8 | Division 6 | 5         |                         | [ 5 ]  |  |
|  | 2017   |  | Nivå 8 | Division 6 | 6         |                         | [ 5 ]  |  |
|  | 2018   |  | Nivå 8 | Division 6 | 6         |                         | [ 5 ]  |  |
|  | 2019   |  | Nivå 8 | Division 6 | 6         |                         | [ 5 ]  |  |
|  | 2020   |  | Nivå 8 | Division 6 | 2         | Uppflyttning            | [ 5 ]  |  |
|  | 2021   |  | Nivå 7 | Division 5 | 8         |                         | [ 14 ] |  |
|  | 2022   |  | Nivå 7 | Division 5 | 11        | Nedflyttning            |        |  |
|  | 2023   |  | Nivå 8 | Division 6 | 7         |                         |        |  |
|  | 2024   |  | Nivå 8 | Division 6 | 8         |                         |        |  |